# Отношения между Китай и Русия
Дипломатическите отношения между Китайската народна република и Руската федерация чувствително се подобряват след разпадането на Съветския съюз и отделянето на Руската федерация през 1991 г.
Тези държави делят дълга земна граница. През 2001 г. сключват Споразумение за добро съседство и приятелско сътрудничество.

## Предистория: КНР – СССР
Повратната точка на китайско-съветските отношения се оказва речта на Хрушчов на XX конгрес на КПСС през 1956 г. В нея съветският лидер порицава политиката на Големия скок напред на южния си съсед. Китай от своя страна исторически доминира в Източна Азия. Бързо стъпил на крака, Китай иска да заеме своето място на комунистически лидер в региона.
„Големия скок напред“ през 1958 г., Китай си поставя за цел да настигне Запада в индустриално отношение за тригодишен период, но довежда единствено до най-бедствения глад в съвременната история и причинява разцепление в комунистическата партия.

### Криза на отношенията
Китайско-съветския спор възниква в резултат на идеологическите различия между Китай и Съветския съюз и различните възгледи за техните национални интереси, след края на Корейската война през 1953 г. Съветските отношения с Китай се влошават заради прекомерната настойчивост, с която Сталин притиска Китай да предприеме интервенция в Корея и маниерът на съветската подкрепа, която се изразява в изплащане на заеми. Двете комунистически държави никога не успяват да обединят своята омраза към Съединените щати – освен за малко по време на Корейската война. Мао съперничи с Москва относно идеологическото първенство. 
Мао Дзедун започва да поддържа идеята за масова селска революция в Китай а през 1959 г. Хрушчов отказва да изпълни споразумението, според което на Китай трябва да бъдат представени технологични данни за производството на атомна бомба. Последвало е изтеглянето на всички съветски специалисти и замразяването голям брой производствени проекти.
Китай и СССР имат твърде големи различия и по отношение на външната политика. Политиката на Хрушчов за мирно съвместно съществуване и изявлението му, че войната между комунистическите и капиталистическите държави „не е фатално неизбежно“, смущават китайците, които считат, че е по-добре „твърдо да се противопоставят на империализма и да го погребат“, отколкото „да се страхуват от жертвите и да капитулират“.
Китайският вариант на съветските реформи от 1950-те – 1960-те години създават жестока конфронтация между СССР и КНР.
На среща в Букурещ през 1960 г. Никита Хрушчов, настоява пред Пен Дзен, (член на китайското политбюро), че „ако Мао Дзъдун не се беше съгласил, Сталин не би направил това, което направи“ относно Корейската война. От друга страна Пен заявил, че това не е вярно и че „Мао Дзъдун е бил против войната, а именно Сталин е бил този, който е настоявал“.
В следване на една китайска уникалност социалният ред трябва да бъде в постоянна промяна, за да не се допусне грехът на „ревизионизма“, в който Мао обвинява периода на Русия, след Сталин. Според него една комунистическа държава, не трябва да се превръща в бюрократично общество и мотивиращата сила трябва да бъде идеологията, а не йерархията.

### Културна революция
Когато през 1966 г. избухва културната революция в Китай, Съветският съюз застава срещу Мао Дзедун и се опитва да настрои срещу централната власт националните малцинства в Синцзян.
Великата пролетарска културна революция е период на засилен терор в комунистически Китай. Началото на кампанията е поставено през 1966 г. от лидера на Китайската комунистическа партия Мао Дзедун с цел да елиминира евентуална политическа опозиция и да утвърди маоизма като водеща държавна идеология. Мао окуражава създадени за целта така наречени „революционни комитети“, съставени от хунвейбини да изземат властта от държавната и партийната администрация. За по-голяма пълнота на хаоса, научните работници, професори, дипломати и експерти също са подложени на тормоз от хунвейбините, те са изпратени „да се превъзпитава“ чрез селскостопански труд. В последвалия хаос мнозина загиват, а милиони са изселени или изпратени в затвора. Мао обявява края на Културната революция през 1969 г.
Културната революция на Мао – има за цел, да се прочистят именно онези елементи на модернизацията, които застрашават да въвлекат Китай в универсална култура. По време на Културната революция конфликтите се изграждат в истинска анархия – тогава, се виждат противоречията между всесилния партиен апарат и стремежа на младежта към независимост. 

### Спор за границата
Формирането на границата между Русия и Китай има 300-годишна история. Още през 1689 г. между Русия и манджурската Цинска империя е сключен Нерчинският договор, определящ системата от търговски и дипломатически отношения между държавите. Границата, съгласно този договор е доста неопределена. Айгунския договор, подписан през 1858 г. определя границата по река Амур. Земите между Усурия и „морето“ временно са определени за общо владение на двете страни. През 1860 г. в Пекин е сключен нов договор, които окончателно определя границата. Усурийският край е включен в състава на Русия. В съответствие с общоприетата практика границата на реката преминава по главния фарватер.
Мао има претенции за териториите предадени в „неравни договори“ от XIX век, целящи да установят руското присъствие в морските провинции на Далечния изток при съглашението от 1860 и 1895 г. Също така и зоната на влияние в Манджурия и Синдзян, като Съветския съюз продължава да претендира за валидност на концесиите в Северен Китай, измъкнати от Чан Кайшъ във военните съглашения през 1945 г. Съветския съюз поддържа сфера на влияние на североизток, включително окупационните войски и флот в стратегически локализирано пристанище Люйшун. Мао изявява претенции за границите, които са установени от империята в нейния най-голям исторически обхват. Тези територии са Тайван, Тибет, Синдзян, Монголия и граничните райони на Хималаите.
През 1951 г., две години, след победата на комунистите в Гражданската война, Пекин подписва с Москва споразумение, съгласно което признава съществуващата граница със СССР, а също и се съгласява на контрол от страна на съветските граничари на реките Усури и Амур.

## Стратегическо партньорство
Съветския съюз е идеологически съюзник на Китай и е необходим като стратегически партньор за баланс на Съединените щати. Триъгълната дипломация, чрез която Съединените щати, Китай и Съветския съюз ще маневрират една с друга и една срещу друга.
Терминът „стратегическо партньорство“ произхожда от подписването на „Договора за добросъседство, сътрудничество и приятелство“. Подобен договор Москва и Пекин са сключили за първи път на 14 февруари 1950 г. този договор е насочен към задължение за взаимна помощ в случай на конфликт с трета страна. Китай плаща висока цена като признава независимостта на Вътрешна Монголия, използването на пристанище Далиен от Съветския съюз, също така и използване за военноморска база, пристанището Люйшун до 1952 г.
Стратегическото партньорство между Русия и Китай получава по-голямо значение, когато Владимир Путин става президент на Русия през 2000 г., отколкото по време на мандата на Борис Елцин. Това не е напълно неоправдано, но заради това се смята, че е реакция срещу политиката на Джордж Буш. Китайско-руският съюз има голямо значение за баланса на властта в Евразия и за американските интереси в този регион.
Вярно е, че китайско-руското стратегическо партньорство е ускорено от това, което сега (макар преувеличено) се описва като „нова студена война“ между Москва и Вашингтон. В основата на сегашната фаза на отношенията между Русия и Китай стои периодът на управление на Михаил Горбачов през втората половина на 1980-те години.
Задължително условие за така нареченото стратегическо партньорство е разрешаването на някои въпроси, по-специално този за спорната китайско-руска граница и военното струпване по нея. Решаването на този проблем започва по времето на Горбачов, който в речта си във Владивосток променя стандартната съветската позиция, че китайската граница е по речната граница и заявява, че тя трябва да бъде в талвега (най-дълбоката част на реката). Без този важен преход, Елцин и Цзян нямаше да могат да сключат споразумението от 1992 г. Това съгласие, от своя страна, дава възможност, споразумението за определяне на границите на запад да стане реалност, а именно то е другата важна стъпка по пътя към стратегическото партньорство по време на мандата на Елцин.
Икономическият колапс на Русия през 1990 г. води до значително намаляване на броя на източните руски военни части и това също помага да се сложи началото на нов етап в китайско-руските отношения. През 1996 г. министърът на отбраната генерал Павел Грачов обявява, че 150 000 войници са били оттеглени от въоръжените сили, a тези на Тихоокеанския флот са намалени с 50%. Китайците вече са направили масови съкращения, като се започне от 1980 г. Въпреки че тяхното решение е породено от желанието да се спестят пари и да се създаде по-малка и по-модерна сила, то също се основава и на оценката, че руската заплаха е започнала да намалява.
През 1991 г. китайско-съветската търговия бележи ръст с $ 6 млрд., оскъден в сравнение със стандартите на световната търговия, но с политическо значение. Китай и Русия са постигнали споразумения, свързани с търговията през границата и облекчаване на ограниченията за пътуване; мостове са били построени през реки на границата, за да се увеличи обема на обмена. Някои от тези промени са в сила, а други са в процес на договаряне по времето, когато Елцин става президент на Руската федерация. Той и китайските лидери увеличават скоростта на постигане на споразумения. Най-забележителната промяна в отношенията между Русия и Китай е възобновяването на продажбите на оръжие, които са настъпили по времето на Елцин.

### Точки на сближаване
Идеологията е обединила Москва и Пекин, и впоследствие тя ги разделя.
Дипломатическите срещи между представителите на двете страни определят и подчертават становищата им по важни въпроси и също така как двете страни имат подобни, съвместими, дори идентични позиции, или всеобхватна концепция, която подчертава точките на сближаване. Отношенията са такива, че и двете страни очакват партньорството да бъде дългосрочно. В крайна сметка е създадена „стратегическа“ институционална структура, която представлява срещи на високо равнище. Съставени са работни групи, предназначени да определят и насърчават нови форми на сътрудничество и да разширяват съществуващия набор от политическите, икономическите, и проблемите на сигурността.
Речи и документи от китайско-руските срещи на високо равнище, проведени по време председателството на Владимир Путин и Дмитрий Медведев, разкриват различни конкретни въпроси, по които Пекин и Москва отговарят.

#### Права на човека
И двете страни твърдят, че всяка суверенна държава трябва да реши какво представлява политическата свобода. Русия и Китай не отхвърлят универсални конвенции и договори за правата на човека (те са подписали няколко), но те разбират „загрижеността“ на западните правителства, относно правата и свободите на хората в други страни като вмешатлство. Отделно от това, което може да се нарече „философски възражения на универсализма“, Москва и Пекин се опасяват, че западните кампании за правата на човека, независимо дали са целенасочени или не, биха могли да насърчат опозиционните движения там или в околните страни. Те също така могат да посеят семената за нестабилност в Русия и Китай, както и в страни, които са от значение за тях. Като се има предвид тази перспектива, нито една от двете страни не е показала ни най-малка склонност да постави демокрацията в дневния ред на заседанията, и всяка друга държава може да разчита на солидарност, когато се сблъсква със западните критики на човешките права. И двете страни са много чувствителни по отношение на националното единство и вярват, че най-големите заплахи към него не са вътрешни (етнически конфликти), а идват от външни атаки на други държави.

#### Хуманитарна намеса
Нито Русия, нито Китай подкрепят хуманитарната интервенция като част от мисията на Организацията на обединените нации, но и двете настояват, че интервенции в отговор на масови жестокости трябва да бъдат разрешени от ООН и реализирани от НАТО (като в Косово през 1999 г.) или от други временни коалиции. Намеса се налага и когато предизборни или други кампании са незаконни и обстановката е наистина опасна.
Новата доктрина за запазване на сигурността (R2P, както е по-известна) прави държавите гаранти за безопасността на гражданите на първо място, и призовава международната общност да действа само тогава, когато една държава не може да изпълни това задължение. Въоръжената намеса е последна инстанция и се извършва само след одобрението на ООН.

#### Ядрено оръжие
Русия и Китай са притежават възможност за широко мащабно ракетно-ядрено нападение срещу САЩ. Но не срещу тях са насочени американските усилия за създаване на система за противоракетна отбрана /ПРО/, защото подобно нападение от тяхна страна е много малко вероятно.
Въпреки това, Москва и Пекин многократно са изразявали своята загриженост, че американската ПРО ще се отрази негативно върху техния стратегически потенциал и интереси. Макар че Китай отчасти споделя руските тревоги и реакция по повод американската ПРО, неговите възражения се различават от руските в някои аспекти.
Двете страни се страхуват, че американските системи за ПРО ще отслабят техните сили за ядрено развитие и ще нанесат удар върху главното ограничаващо средство срещу американската външна политика, защото Америка е защитена от система ПРО като щит срещу потенциален удар за възмездие. САЩ разполагат с мощен нападателен потенциал, състоящ се както от обикновени сили и средства, така и от ядрени, и това засилва страховете на Русия и Китай, защото възможностите на САЩ за нанасянето на успешен, изпреварващ удар по руските и китайски ракети с ядрени бойни глави се разширяват. Макар че американската ПРО трудно ще се справи с пълното руско и китайско ядрено нападение, тази задача ще се улесни, ако потенциалът за ядрено възмездие на Москва и Пекин бъде отслабен в резултат на американския първи удар, когато много ракети бъдат унищожени, а системата за стратегическо управление се окаже нарушена.
Въпреки теоретичните възможности за нанасянето на първи изпреварващ американски удар, руските и китайски политически ръководители не са обезпокоени на първо място от ядрената война със САЩ. Те са по-разтревожени от това, че американските лидери ще почувстват своята сила и безнаказаност, и ще започнат да се месят във вътрешните работи на другите страни, оставяйки без внимание възраженията на Москва и Пекин.
Руският президент Владимир Путин открито предупреди през 2007 г. на Мюнхенската конференция по сигурност, че ако американската военна „супердържава“ вече не се страхува от руските ядрени сили, Вашингтон едностранно ще започне да налага своята воля над останалите страни, без да се страхува от военно възмездие. Генерал-майор Чън Чжоу от Китайската академия за военни науки заяви, че американската система за ПРО „нарушава глобалния стратегически баланс“, отслабвайки ключовия източник на китайска мощ.
Освен това Пекин и Москва се страхуват, че САЩ ще използват своята ПРО за разширяване и укрепване на съюзите в сферата на сигурността, които имат за цел да сдържат китайското и руско влияни. Руснаците са против разгръщането на американски елементи на ПРО в Източна Европа и Южен Кавказ, защото виждат в това начин за усилването на НАТО и разширяването на зоната на обхват на Северноатлантическия алианс. Китайците са против сътрудничеството на САЩ с Япония, Южна Корея и Тайван по въпросите на ПРО, смятайки, че по този начин Вашингтон ще усили кръстосаните връзки между своите двустранни съюзи.
За да намалят степента на уязвимост на своите балистични ракети от американския първи удар, Русия и Китай отделят значителни ресурси за разработването и разгръщането на мобилни системи, а също така на ракети, базирани на подводници. Но това са пасивни средства за отбрана и те по никакъв начин не могат да се противопоставят на ефективните системи за ПРО.
Виждайки в ПРО опит на Вашингтон да укрепи съюзническите отношения в Източна Азия, китайците също така смятат, че американската ПРО макар и частично, е предназначена за неутрализация на китайската военна стратегия. В нея главен акцент се поставя върху китайските ракети с обикновени бойни глави, които трябва да възпрат американските военни от намеса в конфликт между Китай и неговите съседи.
Макар че зараждащата се американска ПРО далеч по-лесно може да неутрализира ядрения арсенал на Китай, отколкото по-мощните и многобройни руски балистични ракети с ядрени бойни глави, китайските лидери отказаха пробното предложение на руснаците за развитие в тази сфера. Китайските и руските представители се ограничават в своите действия срещу ПРО само със съвместни декларации, макар че Русия по принцип е съгласна да продава на КНР свои съвременни системи за ПВО С-400, които могат при определени обстоятелства да се използват и срещу ракети.
Китайските анализатори неофициално обясняват, че правят оценка, доколко изгодно и целесъобразно е сътрудничеството с Русия. Но те са обезпокоени от това, че Москва в крайна сметка може да изостави Китай и да сключи споразумение с Вашингтон по този въпрос, което, както смятат в Пекин, е станало през 2001 г. Те също така са разтревожени и от обстоятелството, че за разлика от Русия, Китай не разполага с никакви елементи на ПРО, които той би могъл да предложи на САЩ в замяна на сътрудничество по въпросите на противоракетната отбрана.
Китай по-скоро ще продължи създаването на собствени сили и средства срещу ПРО – в сътрудничество с Русия или самостоятелно. Пекин твърди, че през 2010 г. е провел предварителни изпитания на първите компоненти на ПРО, а китайските експерти потвърждават, че в техните редове върви дискусия, дали трябва да се разработва по-съвършена система. Анализът на китайската научно-техническа апаратура показва, че страната проявява огромен интерес към разработването не само на пасивни и активни мерки за противодействие на ПРО, но и национални противосателитни и противоракетни системи. Също така е възможно и по-активно сътрудничество в областта на ПРО между Китай, САЩ и Русия. Подобно сътрудничество е в интерес на Пекин. Тъй като Китай продължава да увеличава своя нападателен ядрен потенциал, на Русия и САЩ им става все по-трудно да се договарят за по-нататъшно съкращаване на своите стратегически сили, а това може да нанесе далеч по-големи вреди на Китай, отколкото американският противоракетен щит. По същата причина, увеличаването на китайската военна мощ подтиква управляващите кръгове на Япония, Южна Корея и Тайван към разработването на свои ударни оръжия с голям обсег, а също така и по-съвършени отбранителни системи. Макар действията на американците по създаване на ПРО да предизвикват разногласия между Русия и Китай, противоракетната отбрана може в перспектива да се превърне в основа за сътрудничество в регионалната сигурност.

#### Противодействие на НАТО
Китай и Русия са се обединили, макар и без успех, за да се противопоставят на разширяването на НАТО, въпреки че това е по-важно предизвикателство за сигурността на Русия, отколкото за Китай. Пекин се опасява, че подобно на това, пред което Москва е изправена на западния фланг днес, Китай може да се сблъска утре. И това е точно това, което се случи, когато администрацията на Буш разположи въоръжените сили на САЩ в Централна Азия – по лизингови бази в региона (в Узбекистан и Киргизстан), след атаките от 11 септември. Въпреки че Централна Азия граничи с Китай, както и Русия, Кремъл първоначално подкрепя, решението на Съединените щати да получат военна опора в региона. Но дисонанса между Москва и Пекин се оказа моментен. И двете държави започнаха да се притесняват, че американските сили са се настанили за добро и през 2005 г., и държавите от Централна Азия, с помощта на ШОС (Шанхайска организация за сътрудичество) като подиум, поискаха кратък и конкретен график за изтегляне на американските сили.

### Против еднополюсния модел
Общата тема, която свързва тези специфични области на съгласие е споделена антипатия към еднополюсен свят. Това е един модел, който позволява дадена държава, която е натрупала безпрецедентна сила (САЩ, разбира се) да потъпква грубо интересите на останалите. Подходящ отговор на предизвикателството според Москва и Пекин е други правителства да организират един многополюсен ред, в който нови центрове на власт да действат в противовес на супер-силата „хегемон.“
Но създаването на многополюсен ред е сложна задача и Русия и Китай. Те разбират, че не могат да го направят, дори и в тандем. Въпреки бързия икономически растеж на Китай от 1978 г. насам, неговия технологичен напредък и инвестираните средства да построи модерно военно оборудване, изостава далеч зад Съединените щати във всички стандартни мерки на властта относно защитата на населението. Въпреки че вниманието на Запада е привлечено от двуцифрения растеж на военните разходи на Китай, те са по-малко от една десета от това, което харчат Съединените щати за отбрана. Най-напредналите оръжия изпробвани от народната освободителна армия (PLA) са внесени от Русия. Китай също напредва в изграждането на модерни оръжия, военни самолети и друга военна техника.
Трябва да е ясно, че Русия и Китай нямат намерения да превърнат стратегическото си партньорство в съюз в тесния смисъл на думата. От друга страна на партньорството на Русия със страните от Азия не трябва да се гледа като на обръщане гръб на Запада, целта е държавата да бъде призната като велика сила и позицията ѝ по конфликти засягащи международната общност да бъде вземана под внимание.
Основният стремеж днес в Русия е тя да се присъедини към Запада. Партньорството с Китай не носи ползи, а най-вече отрицателен ефект, който предизвиква в отношенията на Русия със САЩ намаляването на приходите от продажбата на оръжие и енергия. Руските лидери са напълно наясно с възхода на Китай и наистина се възхищават, но едновременно са загрижени, че това, което ще последва е китайското господство в Източна Азия, а може би и извън нея, при това за сметка на Русия. При тези обстоятелства, изгарянето на мостове със САЩ чрез изграждане на съюз с Пекин може да направи Русия зависима. Китайците от своя страна не искат съюз с Русия, целта на партньорството от тяхна страна е не по-малко прагматична.
Докато руската връзка предоставя осезаеми ползи (оръжие, петрол, сътрудничеството в областта на тероризма и търговията с наркотици в Централна Азия, общ фронт срещу сепаратизма, воден от националните малцинства), Пекин не смята, че тя е заместител на това, което Китай получава от разнообразни и далеч по-значителни сделки със Запада. Тези печалби включват технически и управленски обучения за новото поколение, милиарди долари от търговски излишъци, технологии, чужди инвестиции и удовлетворението да бъдат третирани като надигаща се сила, с която добрите отношения са необходимост.
Връзките на Китай със Запада са много ценни и са изградени с твърде много упорита работа и риск от формирането на анти-западен алианс с Русия. Това обяснява защо Китай, макар и да се присъедини към Русия в критиките към американската едностранчивост, е внимателен, за да не позволи да застраши основите на отношенията си с Вашингтон.

### Оръжейни продажби
Продажбите на оръжие на Русия към Китай със сигурност са съществени и смятани от мнозина на Запад за основата на стратегическото партньорство. Това измерение на партньорството е особено важно, защото, освен енергия и суровини, Русия може да продава още и оръжие, а Китай се нуждае от трите и е готов да плати щедро, като се има предвид, валута и злато.
Китайските (и индийски и ирански) покупки също са помогнали на руските фабрики за боеприпаси да оцелеят по време на кризите. Фабриките са тежко засегнати от икономическия колапс през 1990-те години, тъй като търсенето от страна на въоръжените сили вследствие на паричния глад се свива, застрашени са работните места на тези, които работят във военно-промишления комплекс и дори бъдещето на Русия като основен производител на оръжие.
Освен това, Китай има няколко алтернативни доставчика. Израел е продал на Китай някои важни технологии за отбрана, но не може да предостави нужната гама и обем на оръжие, които Русия може, и от които Китай се нуждае, а въпреки всичко Израел е изправен и пред американски контрол. Ето защо 90% от стойността на военните покупки на Китай идва от Русия.
От гледна точка на Кремъл, руската хазна и сигурността са по-добре обслужвани чрез поддържане на Китай зависим. Може да изглежда, че от Китай има полза главно под формата на пари в брой, но Русия има и други клиенти, по-специално Индия и Иран, както и редовно се появяват и нови такива, като Венецуела. И макар че Индия и Китай като цяло са отчели по-голямата част от продажбите на Русия (която рязко се повиши до $ 7,4 млрд. през 2007 г.), тя изнася оръжия и свързаното с тях оборудване за седемдесет и две държави. След западната забрана върху продажбите на оръжие на Китай след репресиите на площад „Тянанмън“ в Пекин (1989) Русия остава единствената, която в обозримо бъдеще е положително настроена, когато става въпрос за получаване на най-съвременни оръжия. За Русия финансовите печалби от продажбите към Китай са важни, но не необходими, тъй като те са само 1/10 от общите приходи от износ за година. Ако цените на енергията се повишат и Русия успее в разнообразяването на икономиката си, продажбите на оръжие за Китай може да станат дори маловажни.
Имало е забележимо забавяне в руските продажби на оръжие на Китай, но причините са трудни за установяване, с изключение на нефта, който вкарва в Русия „могили от пари“. От там започва предпазливата политика на Русия за прехвърляне на дизайн и производствено ноу-хау. Кремъл може да контролира продажбите в Китай, така че да поддържа силни връзки с държави, които могат да осигурят противотежест на Китай. Най-важната от тях е Индия, традиционен противник на Китай. Има напрежение между запазването на дългогодишните връзки с Индия и за разделянето на продажбата на всички оръжия, което може да повлияе на политиката към Китай. Освен това през последните петдесет години Русия е имала много по-предвидими и приятелски отношения с Индия, отколкото с Китай. Тези две съображения могат да обяснят защо Москва е по-открита към Индия от двете лицензионни споразумения, които позволяват производството на модерни руски оръжия и продажбата им. През 2008 г., например, двете страни се договарят съвместно да развиват „пето поколение изтребители“, нещо, което Русия не желае да прави с Китай. По същия начин, Русия е продала на Индия 180 от най-развитите си изтребители Су-30MK1, а също е готова да продаде и новия МиГ-35. Такива самолети няма в Китай.
Като се има предвид темпът на развитие на Китайската икономика и това, че военната техника се модернизира, зависимостта на Китай от Русия няма да продължи много дълго за в бъдеще.

### Сътрудничество в Азия

#### Централна Азия
В Централна Азия Москва и Пекин са работили добре заедно и в рамките на ШОС. Докато случайни препратки към него като „Източен НАТО“ са преувеличения, организацията дава възможност на Русия и Китай да работят заедно в място, което е от решаващо значение, но и е нестабилно поради множество причини.
Войнствените ислямистки движения са пуснали корени в съзнанието на голяма част от младото пост-съветско поколение, което е загубило почва под краката си и се страхува от проникването на бедността, репресията и корупцията. Близостта с Афганистан и Пакистан се добавя към заплахата от религиозен екстремизъм и тероризъм, които са все по-транс-национални явления. Освен че представляват заплаха за местните власти, терористичните групи могат да използват техните редути в региона, за да се насочат към градове в Русия и Китай, или да проникнат в Северна Русия, Кавказ и Синцзян, където национализмът на тюркско-мюсюлманските уйгури продължава. В допълнение, процъфтяваща търговия с наркотици, която пълни хазната на терористите, продължава пътя си в Централна Азия от Афганистан, подхранва корупцията и организираната престъпност, и води до порочен кръг, спомагащ за увеличаване на плодородната почва за екстремизъм.
Тези предизвикателства осигуряват основа за китайско-руското сътрудничество. Срещите на високо равнище осигуряват място за планирането и координацията на най-високите нива; секретариат е създаден в Пекин; създаден е Център за борба с тероризма в Ташкент, Узбекистан, извършва се обмен на разузнавателни данни и редовни военни са налице за военно-дипломатически контакти, както и програми за обучение, предназначени за укрепване на разузнаването и военните възможности на централноазиатските режими.
Там също има съвместни военни учения под егидата на SCO. „Мирна мисия 2005“, проведена от руски и китайски сили, продължава осем дни и е посветена на Владивосток, с всички клонове на техните военни и с участието на бомбардировачи, подводници и бойни кораби. Все пак е важно да не се вземат тези действия като доказателство на китайско-руския съюз, насочен срещу Съединените щати. Москва и Пекин са внимателни, за да се уточни, че маневрите не са насочени към трета страна.
Друго упражнение на ШОС е „Мирна мисия 2007“. Тя се провежда в близост до руския град Челябинск в регион на Урал и е съпроводена от по-тясно сътрудничество между руски и китайски войници, които по-късно са съединени с казахстански, киргизстански и таджикски единици. Но отново общият брой на войските, около седем хиляди души, е малък и е публикувано изявление след срещата на върха на ШОС в Бишкек (което предхожда учението) отбелязващо, че сигурността в Централна Азия трябва да бъде защитена от „съществуващите“ организации (не така фина препратка към НАТО и базите на САЩ в Централна Азия), китайският президент Ху Цзинтао заявява многозначително, че операциите са били предназначени, за да засилят възможностите на ШОС за борба с тероризма, а заместник – външния министър на Русия настоява, че те не са насочени към организацията на САЩ.
Въпреки тези съществени постижения, остава да се види дали в рамките на ШОС ще се проведе обща съгласувана мисия. Китай прави предложение, че организацията трябва да се концентрира върху разширяване на многостранните икономически сътрудничества, най-активно от които трябва да бъде между Пекин и Индия, но тя все още е в страните наблюдатели, най-вече защото не иска да се присъедини към анти-американска коалиция. Не е ясно дали държавите от Централна Азия, и по-специално на двете най-мощни, Узбекистан и Казахстан, искат да бъдат хванати в капана на една система за сигурност, управлявана от двама гигантски съседи.
Държавите от Централна Азия са се научили как да се противопоставят на китайското и руското влияние чрез притегляне на други държави в региона като контрапункт. Никой не прави това по-усърдно от Узбекистан, който поради своите страхове от руско господство, настоя за привеждане в съответствие със Съединените щати, след извоюването на независимостта през 1991 г.
Усилията на Узбекистан успяха, след като САЩ започна да се стреми да засили позицията си в Централна Азия, след атаките на 11 септември и последвалата военна кампания, която унищожава режима на талибаните в Афганистан. През март 2002 г. САЩ и Узбекистан подписват споразумение за стратегическо партньорство, при което Узбекистан получава американска помощ (около $ 340 млн. 2002 – 2004) в замяна се съгласява да предприемат политически реформи. От своя страна, Узбекистан дава на САЩ достъп до въздушната база в Karshi Khanabad (K-2). Американската помощ е прекъсната през 2004 г. заради недоволство на Вашингтон за дълбочината и темпото на реформата; въпросът е засегнат, когато президентът на Узбекистан изгонва Съединените щати от K-2. Но узбеките очевидно полагат усилия, за да запазят опциите си отворени и в отговор на щамове в отношенията си с Русия. Започва да се проучва възможността за възстановяване на сътрудничеството между Узбекистан и Запада. От своя страна, Съединените щати са не по-малко склонни да възстановят връзките и това се вижда от посещението на адмирал Уилям Фалън, тогава шеф на Централното командване в Узбекистан, през месец януари 2008 г.
Макар ШОС да действа като въплъщение на припокриващите се интереси на Москва и Китай в Централна Азия, също така се наблюдава задълбочаване на китайското присъствие в този регион с известни притеснения и с добра причина китайско-централно азиатската търговия скача от $ 500 милиона през 1992 г. до 10 млрд. долара през 2006 г., подпомогната от отварянето на границата и от нови железопътни трасета и пътни връзки.
През декември 2005 г., Китай завърши строителството на три хиляди километра газопровод Атасу Алашанкоу, който пренася енергия от Западен Казахстан към Синцзян. Икономически начинания като тези са увеличили броя на китайската работна ръка в региона. Крайният резултат е, че след разпадането на Съветския съюз, Китай се е утвърдил в региона, където Русия властва от завоеванията на деветнадесети век. Западът също е влязъл в този бивш руски домейн, което не се харесва на Москва. Китай граничи с Централна Азия и се култивира методично, но в очите на Русия това изглежда като нова сфера на влияние. Вследствие на това, Русия започва да провежда нова политика, така че да запази влиянието си в региона като енергиен и оръжеен доставчик. Създадена е Организацията на Договора за колективна сигурност (ОДКС), която включва държавите от Централна Азия и се ръководи от Русия, но изключва Китай. Москва също изразява своето противопоставяне на всички чужди военни бази в Централна Азия. Това очевидно е насочено към САЩ, но декларацията обхваща и Китай, който без съмнение в крайна сметка може да поиска бази в региона.

#### Далечен изток
От една страна, по време на президентството на Путин, Русия и Китай правят важни стъпки за увеличаване на мира и стабилността по границата, въз основа на напредъка, постигнат по времето на Горбачов и Елцин. През юли 2008 г. Русия и Китай подписаха договор за официално уреждане на граничния спор – островите Хабаровск. Въпреки че Китай се договори да демаркационна линия, която позволява на Русия да запази руските населени части на бившия остров, Китай си възвърна останалата част от него.
От друга страна, руснаците, особено онези, които живеят в Далечния изток, остават подозрителни към Китай. Дългогодишните страхове често се хранят от расовата дискриминация и незаконната китайската имиграция в Далечния изток. Профсъюзите и местните власти се оплакват, че руските енергийни компании избягват наемането на китайски работници по проекти за доставки на нефт за Китай.

## Икономическо сътрудничество
В първата среща със Сталин на 16 декември 1949 г., Мао изтъква нуждата на Китай от „3 до 5-годишен мирен период, който ще бъде използван, за да се доведе икономиката на предвоенните равнища и да се стабилизира страната като цяло“.
През септември 2010 година приключи изграждането на петролопровод между Русия и Китай, който е най-големият двустранен проект. На церемонията по пускането му в действие присъстваха председателят на КНР Ху Дзинтао и руския президент Дмитрий Медведев. Ху Дзинтао каза, че успешното завършване на този проект е добър пример за китайско-руското сътрудничество, от което и двете страни ще извлекат полза. Освен петрол, през 2010 година енергийното сътрудничество между Пекин и Москва включваше също износ на руска електроенергия за Китай, както и предварителни контакти за изграждане на ядрена електроцентрала в Китай.
Културният обмен и търговско-икономическите контакти между Китай и Русия се усилват и това има тясна връзка с добрите политически отношения между двете страни. След декларирането на стратегическо партньорство между тях в 1996 година, отношенията им не престават да се развиват и разширяват. През 2010 година президентите Ху и Медведев се срещнаха няколко пъти, което засили политическото доверие и същевременно задълбочи практическото сътрудничество между Пекин и Москва в различни области.
Многостранното сътрудничество между Русия и Китай действително отговаря на основните и дългосрочни интереси на руския и китайския народ и е съществен фактор в регионален и глобален мащаб.

## Хронология
- 14 февруари 1950 г. – Москва и Пекин сключват Договор за приятелство, съюз и взаимопомощ.
- 1955 г. – СССР създава Варшавският договор, Китай отказва да го подпише.
- 1969 – 1971 г. – конфликт между Китай и СССР по Усурийската река .
- 1991 г. – след разпадането на Съветския съюз започва нова ера на отношенията между Русия и Китай, официално те поддържат добри отношения. Русия, за вътрешната политика на Китай се превръща в източник на ресурси, оръжия и военни технологии, на пазара за евтини и нестандартни стоки.
- 2001 г. – руско-китайски Договор за добросъседство, приятелство и сътрудничество, създаването на Шанхайската организация за сътрудничество.
- 2005 г. – ратифициран е Договор за уреждане на спорните гранични въпроси между двете страни. Проведени са първите съвместни военни учения. ШОС приеха декларация, която призовава САЩ да определи график за изтегляне на американски военни бази в бившите съветски републики към Централна Азия.
- 2007 г. – ШОС антитерористични упражнения.
- 2006 г. – Година на Русия в Китай.
- 2007 г. – Година на Китай в Русия.
- 2009 г. – Програма за сътрудничество между регионите на Далечния изток и Източен Сибир.
- 2009 г. – Година на руския език в Китай.
- 2010 г. – Година на китайския език в Русия.

## Сравнителна таблица
|                                         | Китайска народна република          | Руска федерация                      |
| --------------------------------------- | ----------------------------------- | ------------------------------------ |
| Герб                                    |                                     |                                      |
| Площ                                    | 9 640 011 км ² (3 717 813 кв. мили) | 17 075 400 км ² (6 592 800 кв. мили) |
| Население                               | 1 341 150 000 д.                    | 142 905 200 д.                       |
| Гъстотата на населението                | 140 д./km ² (363 д./кв. мл.)        | 8,3 д./km ² (21,5 д./кв. мл.)        |
| Столица                                 | Пекин                               | Москва                               |
| Най-голям град                          | Шанхай (23 019 148 д.)              | Москва (14 837 510 д.)               |
| Правителство                            | единна социалистическа република    | федерална полупрезидентска република |
| Официални езици                         | китайски език                       | руски език                           |
| БВП (номинален)                         | $ 6988 трилиона                     | $ 1894 трилиона                      |
| БВП (PPP)                               | $ 11 316 трилиона                   | $ 2376 трилиона                      |
| БВП (номинален) на глава от населението | $ 5184                              | $ 13 542                             |
| БВП (PPP) на глава от населението       | $ 8394                              | $ 16 840                             |
| Индекс на човешкото развитие            | 0,663                               | 0,719                                |
| Резерви в чуждестранна валута           | $ 2622 милиарда                     | $ 501,1 милиарда                     |
| Военни разходи                          | $ 78 милиарда                       | $ 39,6 милиарда                      |